# کروشنی‌ویتسه
کروشنی‌ویتسه (به لاتین: Krośniewice، تلفظ: [krɔɕɲɛˈvʲit͡sɛ]) یک شهرک در لهستان است که در شهرستان کوتنو واقع شده‌است.

## خصوصیات
کروشنی‌ویتسه ۲٫۹۶ کیلومترمربع مساحت و ۴٬۶۴۷ نفر جمعیت دارد.